# Langerwisch
Langerwisch ist ein Ortsteil der Gemeinde Michendorf im Landkreis Potsdam-Mittelmark.

## Geographie

Mittelgraben

Langerwisch hat eine Fläche von 12,23 km² und 1.788 Einwohnern (Stand 31. Dezember 2022). Der Ort wird im Süden und Osten von einer gedachten Linie aus der Bundesautobahn 10 und der Bundesautobahn 115 zwischen den Anschlussstellen Michendorf und Saarmund eingeschlossen. Das Dorf besteht aus zwei Teilen, Alt Langerwisch und Neu Langerwisch, welche sich 1938 zusammenschlossen haben. Getrennt werden sie vom Mittelgraben, der nicht durchgehend und zumeist nur mit sehr wenig Wasser gefüllt ist. Im Norden finden sich zwei bewaldete Erhöhungen, der Galgenberg im Osten und der Weinberg im Westen. Beide erreichen nicht 100 m Höhe. Felder und Wiesen prägen das Dorf. An den äußeren Rändern auch kleinere Wälder.

## Toponymie
Über die Herkunft des Ortsnamens gibt es zwei unterschiedliche Vermutungen. Nach der ersten Theorie leitet sich der Name Langerwisch von Wische für Wiese ab und bedeutet somit lange Wiese. Er könnte von niederländischen Siedlern eingeführt worden sein. Eine andere Hypothese führt die Herkunft auf das slawische Doppelwort für Sumpfwiese zurück.

## Geschichte

### Mittelalter

Blick auf Alt-Langerwisch, im Hintergrund der Galgenberg

Neu-Langerwisch wurde erstmals 1285 als novi Langerwisch, bei der Schenkung des Dorfes durch die Markgrafen von Brandenburg Otto der Ältere und Otto der Jüngere, an das Domkapitel zu Brandenburg erwähnt. Drei Jahre später folgte Alt-Langerwisch. Neu-Langerwisch war seit 1285 und bis 1767 Sitz der Pfarre für die Ortschaften Neu-, Alt-Langerwisch, Michendorf und Caputh. Sie unterstand dem Brandenburger Domstift offiziell bis 1667, faktisch bis 1767. Am 22. August 1303 waren die beiden Kirchen von Alt- und Neu-Langerwisch vom damaligen brandenburger Bischof Friedrich vereinigt worden. Eine mittelalterliche Anekdote liefert eine Sage über den Langerwischer Galgenberg, der nach dieser 1477 seinen Namen bekommen habe, als dort „der Hauptmann Kurth als ein Raubmörder in Ketten gehangen worden“ war und „lange … sein von der Sonne gebleichtes Gebein … ein Schrecken der Wanderer“ blieb. Von 1580 bis 1603 war Langerwisch im Besitz derer von Pfuel. 1602 wurde George Pfuel, der Sohn des damaligen Gutsbesitzers Friedrich von Pfuel Domherr im Domkapitel in Brandenburg an der Havel.

### Frühe Neuzeit
1772 wurde die Ende des 17. Jahrhunderts eingefallene Langerwischer Kirche neu erbaut. 1779 ließ sich der preußische König Friedrich II. in Alt-Langerwisch ein Gutshaus errichten, das heutige Alte Schloss. 1879 ist als Gutsbesitzer der Kaiserlich Russische Rittmeister Claude de la Trimoullie nachgewiesen, sein Besitz umfasste rund 609 ha. Im gleichen Jahr entstand das heutige Wahrzeichen, die Langerwischer Mühle, zwischen Neu-Langerwisch und dem benachbarten Bergholz-Rehbrücke. 1896 besaß ein G. Vogler, offene Handelsgesellschaft mit Sitz in Quedlinburg den immer noch als Rittergut bezeichneten 622 ha großen Besitz Alt-Langerwisch. 1907 wird Alt-Langerwisch nur noch als Gut, hier des Berliner Ingenieurs und Kaufmanns Max Ovenstein im Güteradressbuch aufgezeigt, die Größe blieb mit 618 ha stabil, die Eigenschaft als Rittergut scheinbar schon entfallen. Parallel werden 244 ha für das Rittergut Neu-Langerwisch für Hans August von Thümen als Mitbesitzer, hier noch zum Teil in Einzelparzellen aufgegliedert und größtenteils verpachtet an Fr. Quandt, erwähnt. Neu-Langerwisch ging dann eine Familie Schulze, Alt-Langerwisch konnte Max Ovenstein halten. Die ursprünglich als Bockwindmühle erbaute Langerwischer Mühle wurde 1930 zu einer Paltrockwindmühle umgebaut.

### Moderne
1920 erhielten Alt und Neu Langerwisch jeweils eine Freiwillige Feuerwehr. Mittlerweile sind beide Feuerwehren am Standort Straße des Friedens 85 in Alt Langerwisch vereinigt. Die ehemals selbstständigen Gemeinden schlossen sich 1938 zur Gemeinde Langerwisch zusammen.

### Eingemeindung
Langerwisch wurde am 26. Oktober 2003 nach Michendorf eingemeindet.

## Infrastruktur und Kultur

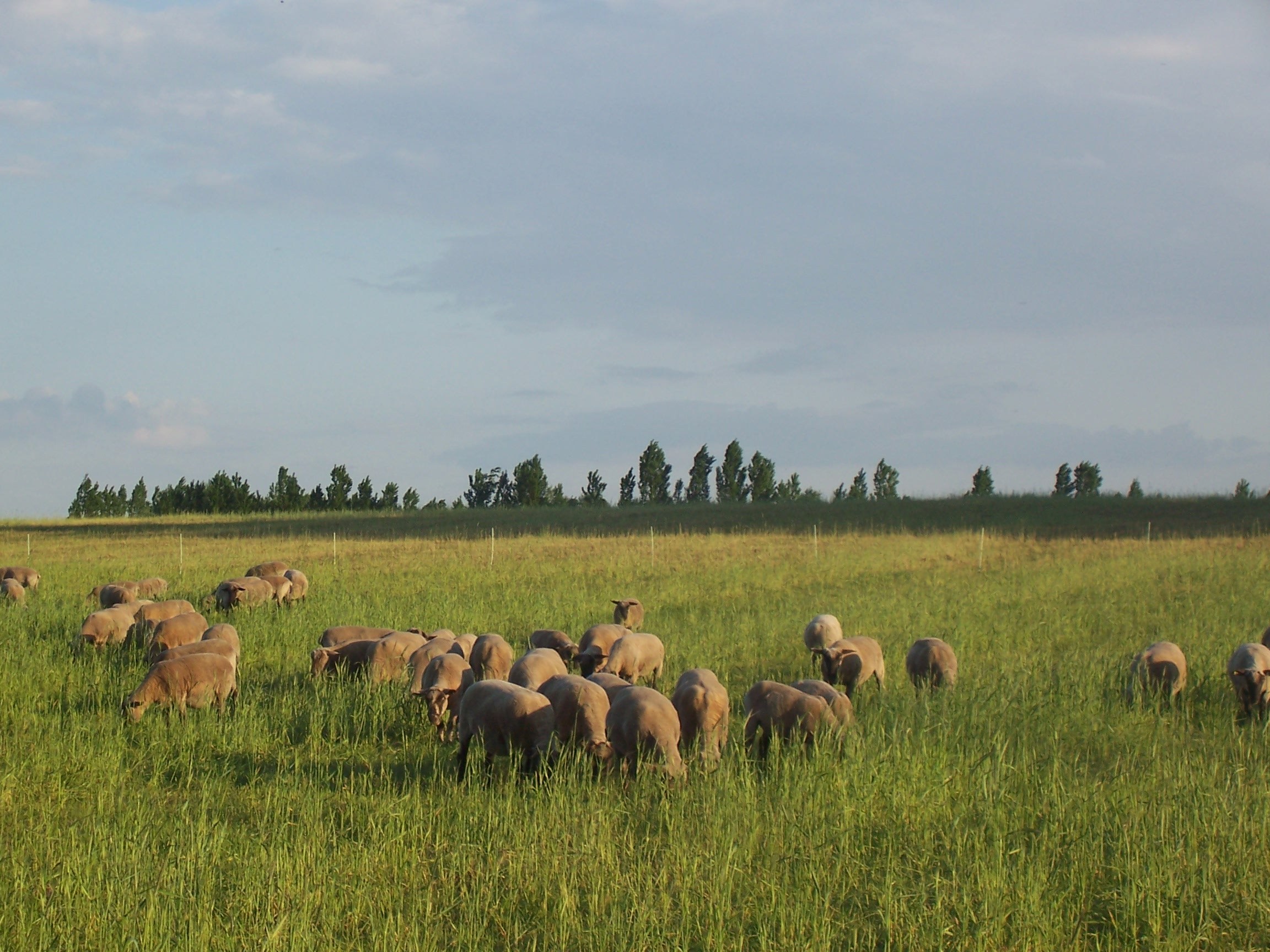
Blick von Langerwisch Richtung Süden

Langerwisch liegt an der Bundesstraße 2 zwischen Potsdam und Beelitz und grenzt im Osten und Süden an den Berliner Ring. Wiederholt war der Verkehr Grund für Proteste der Langerwischer Bevölkerung. Zunächst 2004 gegen die Ortsumgehung der B2, die zwar Michendorf entlastet, aber für Langerwisch eher nachteilig ist. 2005 richteten sich die Proteste gegen das hohe Aufkommen an Lastkraftwagen, nachdem an mehreren Häusern Schäden durch die starke Vibration festgestellt worden waren. Darüber hinaus wurde auch die hohe Lärmbelastung kritisiert. Seit Ende 2009 und verstärkt Anfang 2010, läuft eine Initiative die nach dem geplanten Ausbau der A10 auf vier Fahrstreifen, einen Lärmschutz für Langerwisch fordert.
Im Norden verläuft die Bahnlinie von Michendorf zum Flughafen Berlin Brandenburg. Die nächstgelegenen Bahnhöfe sind in Michendorf und Wilhelmshorst. Darüber hinaus verkehren die Buslinien 608 und 643 regelmäßig nach Potsdam bzw. in Richtung Dobbrikow und Beelitz. An der Grenze zwischen Langerwisch und Saarmund liegt weiterhin ein kleiner Flugplatz.
Im Dorf befindet sich ein einer der größten deutschen Blumenmärkte, ein Supermarkt, eine Bäckerei, ein Fleischer, ein Blumengeschäft, ein Friseur und ein Geschäft für Tierbedarf. Im Südosten findet sich des Weiteren ein Pferdehof mit Pferdezucht. In Neu-Langerwisch gibt es eine Kindertagesstätte. Die nächstgelegenen Schulen sind in Wildenbruch, Michendorf und Wilhelmshorst.
Beim Tag des Offenen Gartens haben regelmäßig mehrere Privatgärten aus Langerwisch geöffnet. Darüber hinaus gibt es gelegentlich unterschiedliche kulturelle Angebote (z. B. Theateraufführungen, Tanzveranstaltungen) oder verschiedene Märkte (z. B. Weihnachtsmarkt).

## Sehenswürdigkeiten

### Windmühlen

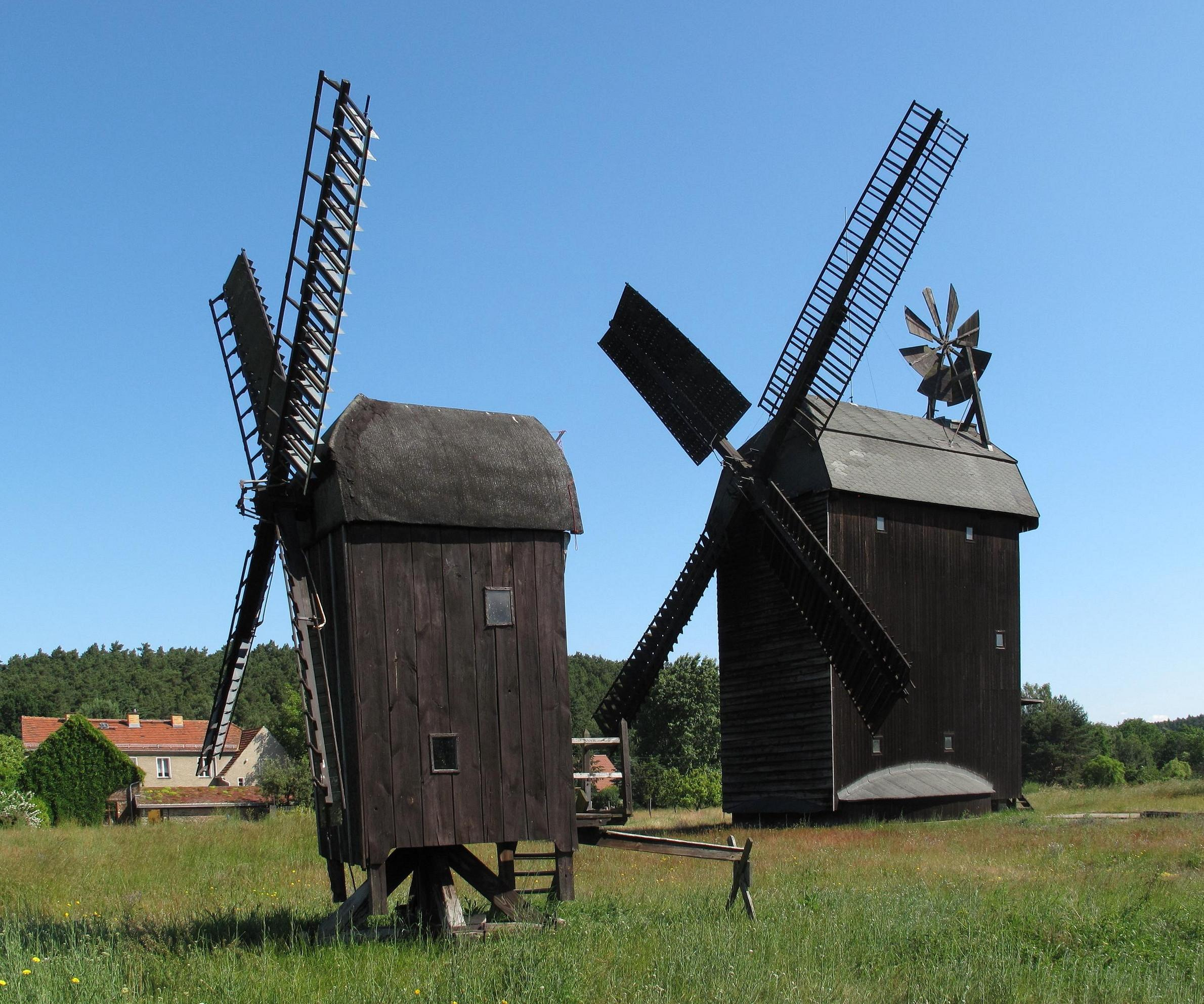
Die Windmühlen im Jahr 2010

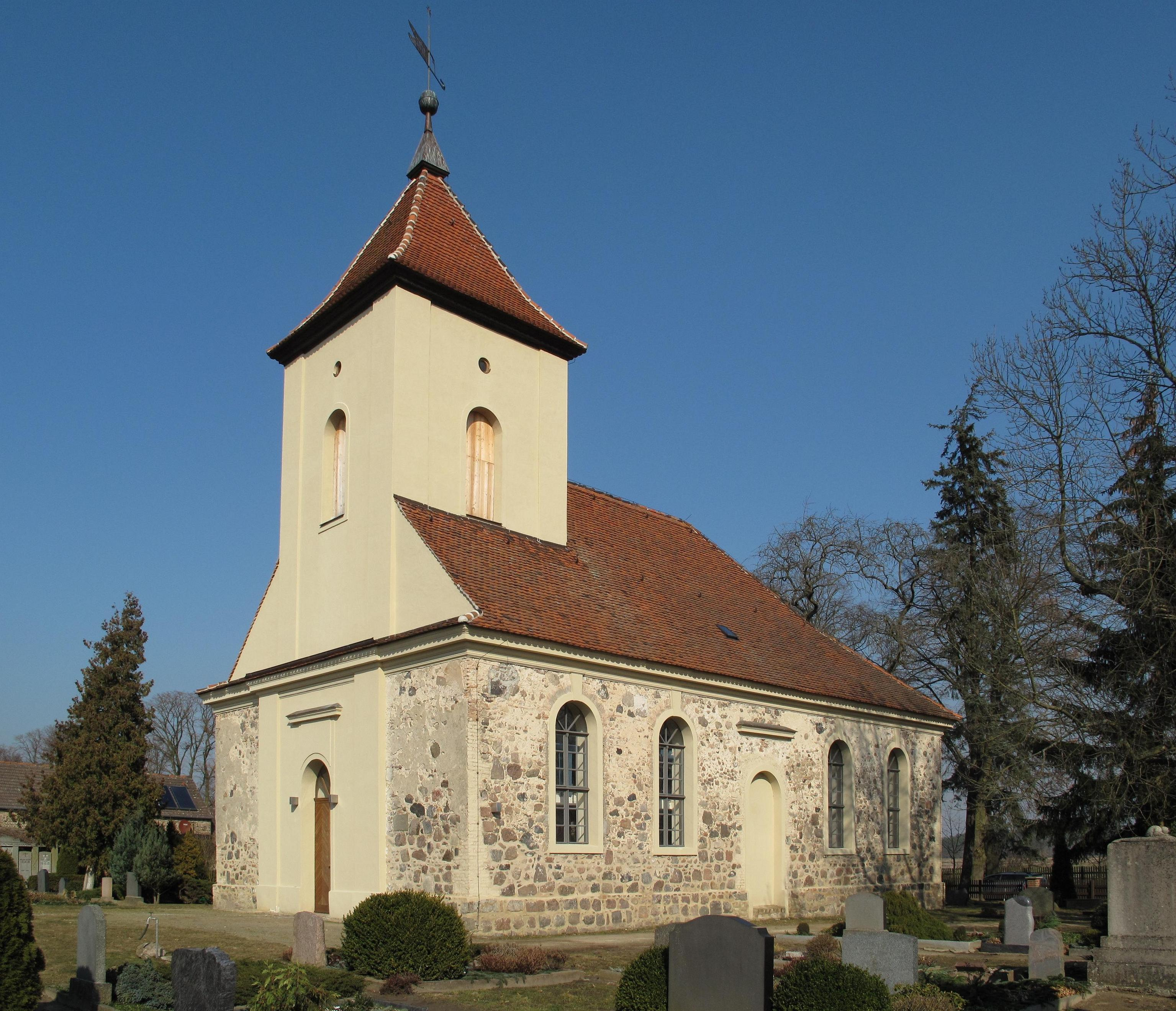
Die Kirche nach der Sanierung
im Jahr 2010

Beide Windmühlen sind restauriert, betriebsfertig und können am Deutschen Mühlentag besichtigt werden. Die technischen Denkmäler liegen nebeneinander am Fuß des 78 Meter hohen Galgenberges, einem Teil des Saarmunder Endmoränenbogens. Die Paltrockwindmühle wurde 1839 in Oranienburg als Bockwindmühle erbaut, 1879 nach Langerwisch umgesetzt und 1930 zur Paltrockmühle umgebaut.
Die Bockwindmühle gilt mit einer Flügelspannweite von rund 4,5 Metern als kleinste betriebsfähige Windmühle Deutschlands. Ein Müllermeister hatte sie 1938 in Paretz im Maßstab 1:4 als Lehrmühle für seinen Sohn gebaut. 1968 kam sie nach Langerwisch. Eine weitere Mühle, eine Bockmühle aus dem Jahr 1709, war spätestens in den 1970er Jahren baufällig und stürzte 2002 endgültig ein.

### Dorfkirche und weitere Sehenswürdigkeiten
Die vom Friedhof umgebene evangelische Dorfkirche aus dem Jahr 1772 ersetzte den Ende des 17. Jahrhunderts eingestürzten Vorgängerbau. Sie verfügt über eine Innendecke aus der Bauzeit, die auf einer Voute liegt. Das Bauwerk und ihr Turm wurden in den 2000er Jahren saniert. Dabei wurde in der Turmkapsel eine Flaschenpost mit Nachrichten aus den Jahren 1901 und 1957 gefunden. Die Sanierungsarbeiten wurden im Dezember 2007 abgeschlossen.
Der aus dem 18. Jahrhundert stammende Gutshof in Alt-Langerwisch, in dem der Dichter Peter Huchel zeitweise aufwuchs, wurde 1919 zu einem Restaurant umgebaut (Zum Alten Schloss), das noch heute an Ort und Stelle betrieben wird. Die Liste der Baudenkmale verzeichnet eine Reihe weiterer sehenswerter Gehöfte wie den Palmschen Hof, Landhäuser und Wohnhäuser sowie das Schäferhaus aus dem 18. Jahrhundert, das zu dem im Westen des Dorfes gelegenen Vorwerk gehörte.

## Personen
- Adalbert von Bredow, preußischer Generalleutnant, heiratete 1849 in Alt-Langerwisch seine Frau Elise Cäcilie Friederike Kühne.
- Peter Huchel, Dichter und Redakteur, zeitweilig wohnhaft in Alt-Langerwisch.
- Susanne Melior, Landtagsabgeordnete der SPD-Fraktion im Landtag Brandenburg.
- Elisabeth Schroedter, Abgeordnete im Europäischen Parlament für Bündnis 90/Die Grünen.
- Wilhelm von Thümen, königlich preußischer Generalleutnant und Gutsherr in Neu-Langerwisch.
- August von Thümen, königlich preußischer Generalleutnant und Gutsherr in Neu-Langerwisch.
- Max Orenstein, Zivilingenieur, Gutsherr in Langerwisch[21] und Bruder des Orenstein & Koppel-Mitbegründers Benno Orenstein
- Nelly Sachs, Literaturnobelpreisträgerin; gelegentlich zu Gast bei Max Orenstein in Langerwisch[22]
- Kurt Possanner von Ehrental, österreichischer Adliger und  Agent des sowjetischen Geheimdienstes, bei Langerwisch erschossen und in Alt-Langerwisch beerdigt
- Philip Kiril Prinz von Preußen, 2012 vertretungsweise als Pfarrer in Langerwisch[23]